# Jaime Vadell
Jaime Patricio Vadell Amión (Valparaíso, 6 d'octubre de 1935) és un prolífic actor, director i empresari de teatre xilè, de llarga trajectòria teatral, cinematogràfica i televisiva.
Fou membre del Teatro Ictus entre 1965 y 1976, entre 1965 i 1976, i director artístic de la companyia Teatro La Feria entre 1977 i 2007.Vadell ha rebut nombrosos premis i reconeixements nacionals i internacionals a la seva trajectòria artística.

## Biografia
Va néixer en Valparaíso el 6 d'octubre de 1935. Fill d'Arcadio Vadell, d'origen balear. El seu pare va ser empresari gastronòmic i propietari del mític restaurant La Bahía de Santiago.
Es va casar amb amb Rebeca Chamudes; professora d'Història i Geografia, amb qui va tenir dos fills; Jaime; actor, i Alfonso Vadell. El matrimoni es va separar a mitjan 1970 i es van divorciar en 2006. Després, es va aparellar amb l'escenògrafa teatral Susana Bomchil.

### Estudis i formació
Vadell va cursar els seus estudis secundaris en el Institut Nacional General José Miguel Carrera de Santiago. En l'institut, va assistir a una acadèmia dramàtica dirigida per Julio Durán Cerda. Després, va assistir al Centre d'Art Dramàtic de l'Institut Pedagògic (CADIP), dirigit per Luis Alarcón.
En 1956 va ingressar a l'Escola de Teatre de la Universitat de Xile, on va ser company d'ingrés de Víctor Jara, Alejandro Sieveking, Tomás Vidiella, Jaime Silva i Lucho Barahona, i alumne d'Agustín Siré, Pedro Orthous i Bélgica Castro. En 1957 va desertar als seus estudis pel descontentament amb el teatre experimental.

## Carrera artística
En 1958 va abandonar Santiago i es va traslladar a Concepción, on es va integrar a la companyia de Teatre de la Universitat de Concepción (TEUC). Va estrenar La soga (1958), de Patrick Hamilton, , La voz de la tórtola, de John van Druten, Una mirada desde el puente, d’Arthur Miller, i Zamora de George Neveux.
En 1962 va renunciar al TEUC i va tornar a Santiago. Vadell comenzó a trabajar en Teatro UC y en compañías independientes. Vadell va començar a treballar en Teatro UC i en companyies independents. Entre 1962 i 1968 va debutar en televisió, va treballar en obres universals en els teleteatros de Canal 13 i Canal 9. També va protagonitzar diverses radionovel·les i fotonovelas.
En 1965 i 1976 va integrar al repartiment de la companyia de Teatre Ictus, on van muntar reeixides obres col·lectives, al costat de Nissim Sharim, Delfina Guzmán i Jaime Celedón.
En 1968 va debutar en cinema amb la pel·lícula Tres tristes tigres, de Raúl Ruiz Pino.
En 1977 va renunciar a la companyia Ictus, i juntament amb José Manuel Salcedo, van fundar la companyia La Feria. Com a director artístic va dirigir Hojas de Parra, salto mortal en un acto. El muntatge es va estrenar el 18 de febrer de 1977 i va ser un èxit d'audiència. No obstant això, a causa de les seves al·lusions polítiques a la dictadura militar, l'obra va rebre una dura crítica de La Segunda, periòdic afí a la dictadura militar, després de la qual cosa van ser clausurats i la carpa va ser incendiada. Després, va treballar en les companyies Teatro del Ángel i Teatro Aparte
En 1981 va ser part del repartiment principal de La madrastra, telenovel·la que va aconseguir una gran aclamació i un èxit comercial amb un 80% d'audiència televisiva, es va convertir en telenovel·la xilena amb major audiència al país. Des de 1981 fins a 1994 va integrar el repartiment de telenovel·les de Canal 13. En 1995, es va unir al Àrea Dramàtica de Televisión Nacional de Chile, aconseguint protagonisme i popularitat amb Borrón y cuenta nueva, Aquelarre, Amores de mercado —telenovel·la chilena més vista del People Meter— i Pecadores.
Entre 1983 i 2007, Vadell i Susana Bomchil van inaugurar en el barri Bellavista de Santiago l'espai Teatro La Feria, el que va funcionar fins a 2007.
En 2006 va protagonitzar la pel·lícula Padre nuestro, amb gran aclamació. Pel seu paper, va obtenir un Premi Altazor, Premi Apes i Premi Pedro Sienna al Millor actor de cinema. En 2007 va obtenir el premi Millor actor de cinema en el Festival Internacional de Cinema de Cartagena de Indias.
En 2016 va escriure - al costat de Rodrigo Bastidas - i va protagonitzar en el muntatge Viejos de Mierda amb Coco Legrand i Tomás Vidiella. L'obra va ser l'espectacle teatral més vist de les temporades 2017 i 2018, arribant a rondar els 500.000 espectadors a mitjan 2019 i va recórrer diverses regions de Xile. En 2020, a causa de la pandèmia del COVID-19, l'obra va ser transmesa de manera virtual durant diversos mesos amb gran èxit.
El 2023 va protagonitzar l’obra No me deje hablando solo, al Teatro Municipal de Las Condes, amb Héctor Noguera i Coca Guazzini sota la direcció i dramatúrgia de Rodrigo Bastidas. Va ser l'obra amb major quantitat d'espectadors del 2023 a Xile. L'èxit de l'obra va permetre realitzar una gira per diferents regions el sud del país. En cinema va protagonitzar El conde (2023), dirigida per Pablo Larraín i produïda per Netflix. Vadell hi interpretava al dictador Augusto Pinochet. Pel seu papel, va rebre el Premi Caleuche al Millor actor protagonista en cinema i va rebre una nominació als Premis Platino (Espanya). La pel·lícula va rebre una nominació als Premis Oscar en la categoria de Millor Fotografia.

## Controvèrsies

### Pensament político-cultural
Va ser militant del Partit Comunista de Xile (PCCh). Va abandonar la seva militància política al començament de 1970, previ al Cop d'estat a Xile de 1973. «Exigia molt de compromís, demanda i disciplina política», va declarar Vadell a CNN Xile el 2023.
Les opinions polítiques de Vadell han estat descrites com controvertides Al març de 2024, Vadell va criticar actors com Amparo Noguera i Francisco Melo que han criticat les polítiques culturals del govern de Gabriel Boric. «Els actors són molt ploraners. Sempre estan demanant que els mantingui l'Estat», va declarar Vadell a la Radio Futuro. El Sindicat d'Actrius i Actors (Sidarte), va compartir una carta de 113 les entitats i persones signants contra les declaracions de Vadell.

## Filmografia
| Any  | Pel·lícula                       | paper              | Director               |
| ---- | -------------------------------- | ------------------ | ---------------------- |
| 1966 | Solo el viento                   | Koo                | Julio García del Río   |
| 1968 | Tres tristes tigres              | Rodolfo "Rudy"     | Raúl Ruiz Pino         |
| 1969 | Caliche Sangriento               | Capitán Ignacio    | Helvio Soto            |
| 1971 | Los testigos                     | Domingo            | Charles Elsesser       |
| 1971 | Nadie dijo nada                  | Germán             | Raúl Ruiz Pino         |
| 1972 | La expropiación                  | Vidal              | Raúl Ruiz Pino         |
| 1973 | El realismo socialista           | Diputat            | Raúl Ruiz Pino         |
| 1973 | Esperando a Godoy                |                    | José Osuna             |
| 1977 | Julio comienza en julio          | Torres             | Silvio Caiozzi         |
| 1979 | El zapato chino                  |                    | Cristián Sánchez       |
| 1990 | ¡Vida el novio!                  | Infante            | Claudio di Girolamo    |
| 1990 | Amelia Lopes O'Neill             | Advocat            | Valeria Sarmiento      |
| 1996 | Bienvenida Casandra              | Padre Alejandro    | Marco Enríquez-Ominami |
| 1997 | 10.67                            |                    |                        |
| 1999 | Cinco marineros y un ataúd verde | Capitán Stevens    | Miguel Littín          |
| 2000 | Coronación                       | Carlos Gross       | Silvio Caiozzi         |
| 2001 | La tercera oreja                 |                    | Nicolás Acuña          |
| 2002 | Fragmentos Urbanos               | Ramón              |                        |
| 2004 | El roto: perjudícame cariño      | Gustavo            | Alberto Daiber         |
| 2004 | Tendida mirando las estrellas    | Padre de Grace     | Andrés Racz            |
| 2005 | El huésped                       | Dr. Bruzzone       | Jorge Hidalgo          |
| 2005 | Se arrienda                      | Gastón Fernández   | Alberto Fuguet         |
| 2006 | Padre nuestro                    | Eduardo "Caco"     | Rodrigo Sepúlveda      |
| 2007 | Matar a todos                    |                    | Esteban Schroeder      |
| 2008 | El regalo                        | Pacheco            | Cristián Galaz         |
| 2010 | Post mortem                      | Dr. Castillo       | Pablo Larraín          |
| 2010 | ¿Qué será de Soto?               | Soto               | Pablo Aguirre          |
| 2012 | No                               | Sergio Fernández   | Pablo Larraín          |
| 2012 | La chupilca del diablo           | Eladio "El huraño" | Ignacio Rodríguez      |
| 2013 | Aurora                           | Enrique Barría     | Rodrigo Sepúlveda      |
| 2014 | Santiago Violenta                | Padre de Noel      | Ernesto Díaz Espinoza  |
| 2015 | El Club                          | Padre Silva        | Pablo Larraín          |
| 2016 | Neruda                           | Arturo Alessandri  | Pablo Larraín          |
| 2019 | Araña                            | Ricardo            | Andrés Wood            |
| 2020 | Homemade                         |                    | Pablo Larraín          |
| 2021 | Un Loco Matrimonio en Cuarentena |                    | Rodrigo Bastidas       |
| 2022 | Blanquita                        |                    | Fernando Guzzoni       |
| 2022 | Desconectados                    | Rigoberto          | Diego Rougier          |
| 2023 | El conde                         | Augusto Pinochet   | Pablo Larraín          |

## Televisió
| Any  | Telesèrie                      | Rol                            | Cadena   |
| ---- | ------------------------------ | ------------------------------ | -------- |
| 1981 | La madrastra                   | Donato Fernández               | Canal 13 |
| 1982 | Alguien por quien vivir        | César Alonso                   | Canal 13 |
| 1983 | La noche del cobarde           | Román Del Río                  | Canal 13 |
| 1983 | Las herederas                  | Manuel Prado                   | Canal 13 |
| 1984 | El prisionero de la medianoche | David Carrasco                 | Canal 13 |
| 1985 | La trampa                      | Javier Madrid                  | Canal 13 |
| 1986 | Secreto de familia             | Emiliano Garagaytia            | Canal 13 |
| 1987 | La última cruz                 | Agustín Zazar                  | Canal 13 |
| 1988 | Matilde dedos verdes           | Pablo Arismendi                | Canal 13 |
| 1988 | Vivir así                      | Chumingo Mora                  | Canal 13 |
| 1989 | La intrusa                     | Felipe Miralta                 | Canal 13 |
| 1990 | ¿Te conté?                     | Rodrigo                        | Canal 13 |
| 1991 | Villa Nápoli                   | Humberto Álvarez               | Canal 13 |
| 1992 | El palo al gato                | Rudy Mariano                   | Canal 13 |
| 1994 | Champaña                       | Bernardo Brandao               | Canal 13 |
| 1995 | Juegos de fuego                | Alberto Spencer                | TVN      |
| 1996 | Loca piel                      | Gerardo Page                   | TVN      |
| 1997 | Tic tac                        | Samuel Gaete                   | TVN      |
| 1998 | Borrón y cuenta nueva          | Santiago Bryce / Sixto Benítez | TVN      |
| 1999 | Aquelarre                      | Padre Pelayo                   | TVN      |
| 2000 | Santo ladrón                   | Antonio Palma                  | TVN      |
| 2001 | Amores de mercado              | Camilo Ruttenmeyer             | TVN      |
| 2002 | Purasangre                     | Adolfo Benavides               | TVN      |
| 2003 | Pecadores                      | Dionisio Cienfuegos            | TVN      |
| 2004 | Destinos cruzados              | Boris Riquelme                 | TVN      |
| 2004 | Ídolos                         | Arturo Montecinos              | TVN      |
| 2005 | Versus                         | Domingo Carrera                | TVN      |
| 2006 | Cómplices                      | Reinaldo Loyola                | TVN      |
| 2007 | Corazón de María               | Obispo Campino                 | TVN      |
| 2007 | Amor por accidente             | Daniel López                   | TVN      |
| 2008 | El señor de La Querencia       | Monseñor Echaurren             | TVN      |
| 2008 | Hijos del Monte                | Miguel Millán                  | TVN      |
| 2009 | Los exitosos Pells             | Marcial Balaguer               | TVN      |
| 2010 | La familia de al lado          | Renato Fabres                  | TVN      |
| 2011 | Aquí mando yo                  | Pedro Montenegro               | TVN      |
| 2012 | Separados                      | Álvaro Cavada                  | TVN      |
| 2013 | Secretos en el jardín          | Klaus Cox                      | Canal 13 |
| 2014 | Mamá mechona                   | Néstor Amenábar                | Canal 13 |
| 2014 | Chipe libre                    | Germán Hernández               | Canal 13 |
| 2016 | Pobre gallo                    | Onofre Pérez de Castro         | Mega     |
| 2017 | Tranquilo papá                 | Agustín Vial                   | Mega     |
| 2018 | Casa de muñecos                | Rodolfo Marin                  | Mega     |
| 2019 | Isla Paraíso                   | Anselmo Mardones               | Mega     |

| Any       | Sèrie                      | Peper                            | Cadena   |
| --------- | -------------------------- | -------------------------------- | -------- |
| 1965      | Juntos se pasa mejor       |                                  | Canal 13 |
| 1965      | El ideal de una calavera   | Abelardo Manríquez «El calavera» | Canal 13 |
| 1965      | La Quintrala               | Genaro de Pastene                | Canal 13 |
| 1966      | O‘Higgins                  | José Miguel Carrera              | Canal 9  |
| 1966      | Historia de los lunes      |                                  | Canal 9  |
| 1972      | La sal del desierto        | Presidente José Manuel Balmaceda | TVN      |
| 1981      | Anakena                    | Leonardo Arriaza                 | Canal 13 |
| 1982      | Una familia feliz          | Víctor Altamira                  | Canal 13 |
| 1990      | Crónica de un hombre santo | Dr. Armas Cruz                   | Canal 13 |
| 1998      | Brigada Escorpión          | Werner Kinsky                    | TVN      |
| 1999      | Cuentos chilenos           | Doctor                           | TVN      |
| 2006      | El aval                    | Julián Vergara                   | TVN      |
| 2006-2007 | El día menos pensado       | Luis/Renato                      | TVN      |
| 2010      | Adiós al séptimo de línea  | Presidente Aníbal Pinto          | Mega     |
| 2013      | El hombre de tu vida       | Padre Francisco                  | Canal 13 |
| 2017      | Neruda, la serie           | President Arturo Alessandri      | Mega     |

## Teatre
- 1958: La soga
- 1958: La voz de la tórtola
- 1958: Una mirada desde el puente
- 1958: Zamora
- 1959: Población esperanza
- 1959: Las redes del mar
- 1969: Cuestionemos la cuestión
- 1970: Todas las colorinas tienen pecas
- 1971: ¿Qué harán ustedes este año?
- 1972: La gotera en el comedor
- 1972: Tres noches de un sábado
- 1974: Nadie sabe para quien se enoja
- 1976: Pedro, Juan y Diego
- 1977: Hojas de Parra, salto mortal en un acto
- 1978: Una pena y un cariño
- 1978: Bienaventurados los pobres
- 1980: La república de Jauja
- 1980: A la Mary se le vio el popins
- 1981: Tejado de vidrio
- 1982: El tijeral
- 1982: El zoológico de mármol
- 1984: El proceso
- 1985: Crimen perfecto
- 1986: La canción rota
- 1987: El prisionero de la segunda avenida
- 1989: Con dinero ajeno
- 1990: 9 sábanas y 1/2
- 1998: Largo viaje hacia la noche
- 1999: La casa por la ventana
- 2000: Animitas
- 2002: Comida con amigos
- 2003: Kindergarten
- 2006: Amores Unplugged
- 2016-2019: Viejos de Mierda
- 2023-2024: No me deje hablando solo

## Vídeos musicals
| Any  | Títol  | Artista | Director       |
| ---- | ------ | ------- | -------------- |
| 2010 | Cabros | Odisea  | Álex Anwandter |

## Premis i reconeixements
- Premi Máscara de Oro (1967)
- Premi Altazor 2000: premi al millor actor de cinema (‘’Coronación’’)
- Premi APES 2000: premi al millor actor de repartiment de cinema (‘’Coronación’’)
- Premi Alpacine 2001: premi al millor actor de cinema (‘’Coronación’’)
- Premi Agustín Siré a la trajectòria artística, 2006.[33]
- Premi al Millor Actor de Cinema en el 47è Festival Internacional de Cinema i TV de Cartagena de Indias (‘’Padre nuestro’’)
- Premi Altazor 2007: premi al millor actor de cinema (‘’Padre nuestro’’)
- Premi APES 2007: premi al millor actor de cinema (‘’Padre nuestro’’)
- Premi Pedro Sienna 2007: premi a la millor interpretació protagonista (‘’Padre nuestro’’)
- Premi Pedro Sienna 2009: premi a la millor interpretació secundària (‘’El Regal’’)
- Premi Poa a la trajectòria artística pel Festival internacional de Cinema de Viña del Mar (2010).
- Premi Altazor 2013: premi al millor actor de cinema (‘’No’’)
- Premi Pedro Sienna 2014: premi a la millor interpretació protagonista (‘’La chupilca del diablo’’)
- Premi Astor d'Or al Millor Actor de Cinema <l Festival de Cinema de Mar del Plata 2016 (‘’El Club‘’)
- Premis Caleuche 2016: premi a la trajectòria
- Homenatge a la Trajectòria Artística pel 8è Festival de la Cineteca Nacional de Xile, 2018.
- Homenatge a la Trajectòria Artística per la Fundació Santiago a Mil, 2022.
- Triat entre els 100 Líders Majors per Fundació Conecta Mayor, El Mercurio i la PUC.
- Homenatge a la Trajectòria Artística pel Teatre de la Universitat de Concepción (TUC), 2023.[34]

## Distincions
- Medalla Honorífica del Senat de Xile (2010).